# Lucid Motors
Lucid Motors — американський виробник електромобілів, створений у 2007 році в Каліфорнійському Ньюарку, найбільш відомий седаном преміум-класу електромобілем Lucid Air.

## Історія і перспективи розвитку компанії
Компанія була створена за підтримки китайської інвестиційної компанії Tsinghua Holdings. Перший серійний електромобіль був представлений у 2014 році. 
17 вересня 2018 року Lucid Motors оголосила, що веде переговори з державним інвестиційним фондом Саудівської Аравії про фінансування на суму понад 1 млрд $. Інвестиції стали важливою віхою для компанії, яка планувала запустити свою модель Lucid Air у комерційну експлуатацію у 2020 році. Основна частина фінансування — 700 млн $ — піде на будівництво свого заводу-виготовлювача в Каса-Гранде, штат Аризона. Це також дасть змогу завершити інженерні розробки й випробування автомобіля та почати комерційне його виробництво та роздрібний продаж.
У лютому 2021 року компанія Lucid Motors оголосила угоду на суму 11,75 млрд $ про злиття з Churchill Capital Corp IV.
У червні 2023 року Aston Martin підписав угоду з Lucid про постачання електродвигунів, силових агрегатів і акумуляторних систем для електричних автомобілів Aston Martin. Натомість Aston Martin зробить грошові виплати та видасть Lucid 3,7% акцій своєї компанії на загальну суму 232 млн $.
7 серпня 2024 року Lucid Group оголосила про залучення додаткових $1,5 мільярда фінансування від свого основного акціонера, Ayar Third Investment Co.

## Lucid Air

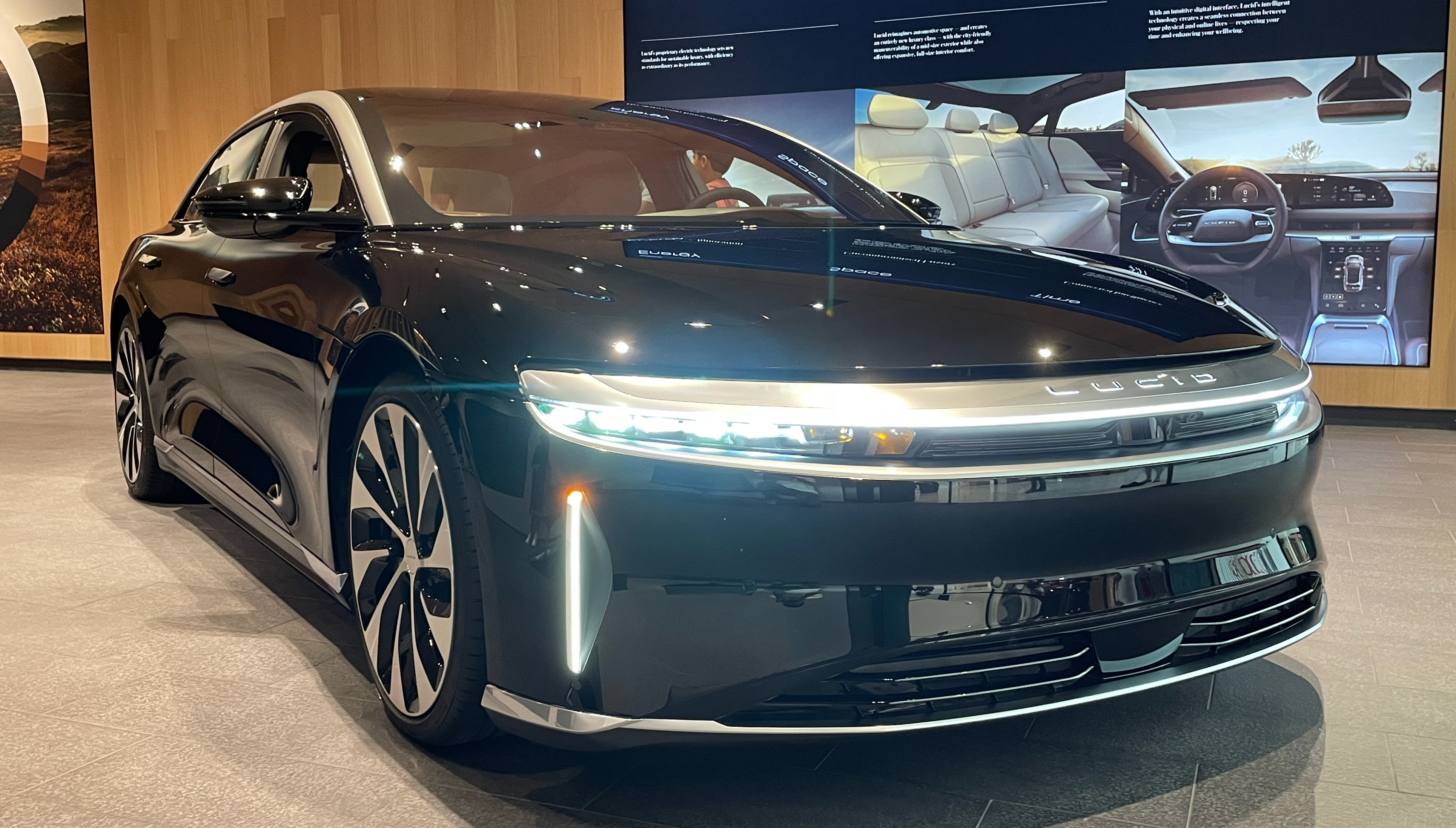

Спочатку машина називалася Atieva Atvus, але потім вона була представлена як Lucid Air у грудні 2016 року і планується бути доступним через близько двох років.
Він має повний привід, передній двигун потужністю 400 к. с. і задній двигун потужністю 600 к. с. Для комбінованої потужності від 900 до 1000 к. с. Lucid домовився з Mobileye використовувати свої чіпи EyeQ4 і 8 камер для функцій допомоги водію. Цей 4-дверний седан здатний розвивати програмно обмежену максимальну швидкість 217 миль/год (340 км/год) але в липні 2017 року, під час заїзду на швидкісній трасі в транспортному дослідному центрі в Огайо, спеціальна версія автомобіля (з відключеним обмежувачем швидкості за допомогою програмного забезпечення та інших модифікацій) досягла 235 миль/год (376 км/год).
Серійну версію Lucid Air було представлено тільки через 4 роки, у вересні 2020-го. Автомобіль зберіг дизайн концепту та оголошений в продажу вартістю від 72 500 $ з 2021 року. 

## Lucid Gravity

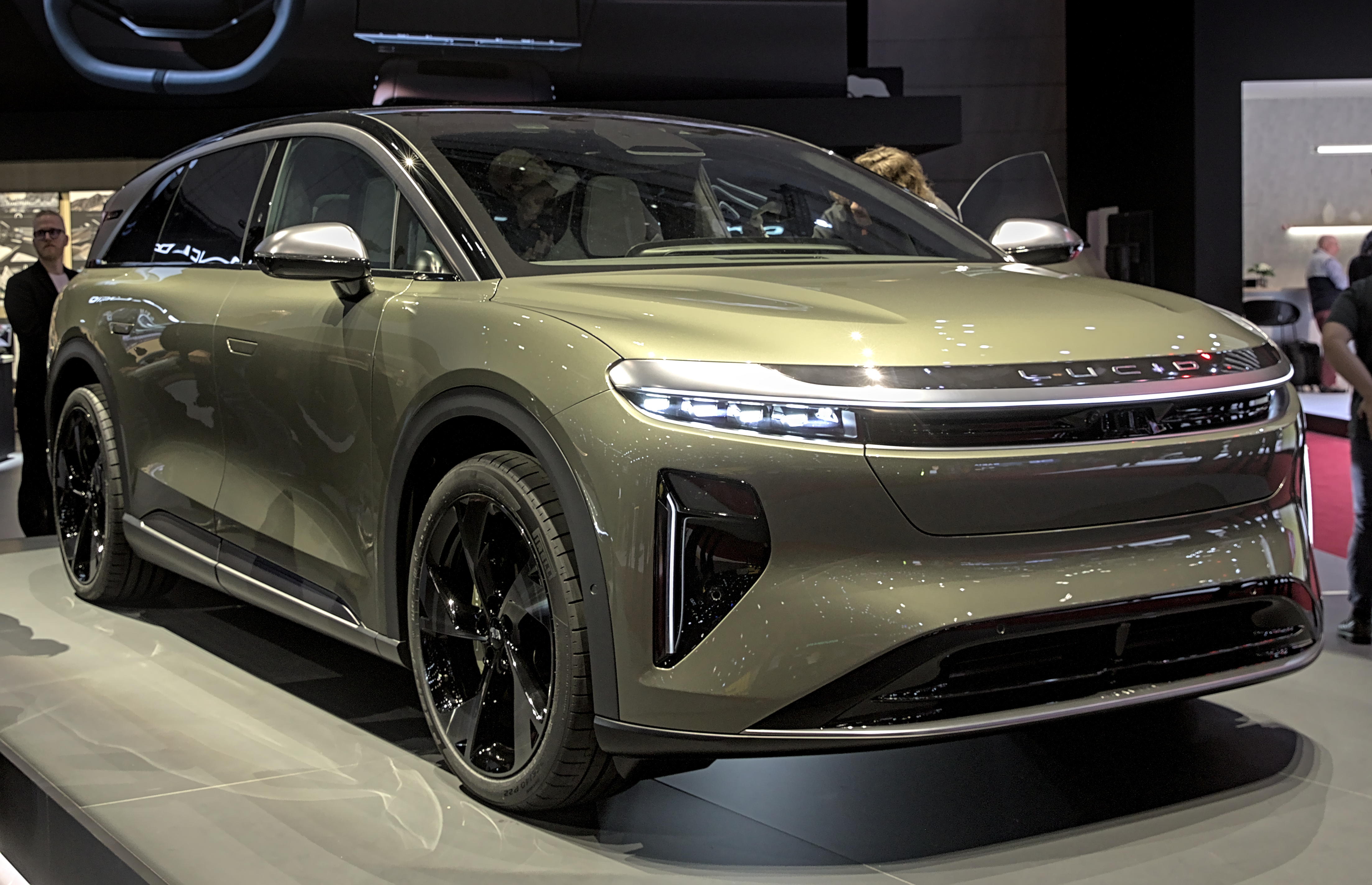

У вересні 2020 року Lucid представив концепт електричного позашляховика під назвою Project Gravity лише з коротким зображенням і коротким відео.  Додаткові деталі були знайдені в патентах, які Lucid подав для Gravity. Патенти показують, що Gravity має витончені фари, подібні до фар Lucid Air, а також помітно короткий капот і велике лобове скло. Крім того, патенти показують, що бокова частина транспортного засобу має горизонтальну поясну лінію, а також витончені широкі вікна та четверті скляні панелі. 
16 листопада 2023 року автомобіль було офіційно представлено на автосалоні в Лос-Анджелесі 2023 року з очікуваною датою поставки 2025 модельного року в кінці 2024 року. Позашляховик матиме запас ходу 440 миль завдяки двомоторній електричній силовій установці та час розгону від 0 до 60 за 3,5 секунди, а початкова ціна – менше 80 000 доларів. 
У грудні 2023 року стартап із зарядки електромобілів Gravity Inc. подав «клопотання про скасування» до Бюро патентів і товарних знаків США через використання Lucid слова «Gravity». У червні 2024 року Gravity Inc. і Lucid досягли мирової угоди, яка дозволила Lucid використовувати назву «Gravity».

## Акумулятори
Lucid проєктував, розробляв, виробляв і поставляв акумулятори для електрокарів серії Gen2 Формули Е з сезону 2018—2019 по сезон 2021—2022 у співпраці з McLaren Applied Technologies і Sony. Специфікація Формули E передбачала вагу батареї 250 кг (551 фунт), енергії 54 кВт·год і пікової потужності до 250 кВт.